# Раисы
«Раисы» — команда КВН Высшей лиги из города Иркутска. Чемпионы Высшей лиги 2018 года (вместе с командой «Вятка»), единственная женская команда, ставшая чемпионом клуба, а также команда, сыгравшая наибольшее количество игр в Высшей лиге КВН (16).

## Стиль
«Раисы» — женская команда КВН, играющая в нестандартном стиле. В их выступлениях много реквизита и физических трюков и гэгов, и относительно мало текстовых шуток. Девушки выступают в платьях и обуви в стиле 40-х — 50-х годов и шутят, в основном, на тему ретро: мультфильмы, группы и исполнители, телепередачи, игрушки и компьютерные игры, в основном с 90-х годов (командой были спародированы группа «Kiss», Саб-Зиро, «Зов джунглей», логотип компании «ВИD» и т. д.).
Своё название команда объясняет так: «Если парни друг друга дразнят „Ну ты Володя“ или „Ну ты Валера“, то мы с девочками постоянно говорим „Ну ты Раиса“». В качестве «гимна» команда использует песню группы «Подиум» «Танцуй, пока молодая, девочка Рая».

## История
Команда была создана в конце 2009 года (свою первую игру сыграла 29 октября) участником команды КВН «Байкал» Станиславом Агафоновым, президентом Байкальской лиги КВН Александром Ивановым и экс-капитаном команды Александрой Чубыкиной. В 2010 году команда попала в лигу КВН «Азия» (Красноярск), и в первой же игре сезона (фестивале лиги) заработала максимальное количество баллов. «Раисы» дошли в том сезоне до финала, где заняли второе место и стали вице-чемпионами лиги (уступив всего один балл команде «Евразия» («Гураны») из Читы). В декабре того года команда приглашается в Минск на Кубок чемпионов МС КВН, и становится одним из претендентов на победу, однако главный приз в итоге достаётся «Родине Чехова» (Таганрог).
В 2011 году команда приезжает в Сочи на фестиваль «КиВиН» и производит фурор в первом туре. По итогам второго тура команду не берут в гала-концерт, но приглашают в Первую лигу в Минске, где девушки доходят до полуфинала.
На фестиваль «КиВиН» 2012 «Раисы» приезжают с новой фронтвумен (Елена Хохоненко заменила Александру Чубыкину, которая приняла решение уйти из команды) и заявляют, что им «не важно в какой Премьер-лиге они будут играть». Однако Александр Масляков решается на эксперимент и приглашает нестандартную команду сразу в Высшую лигу. Уже в своей первой игре в Высшей лиге «Раисы» занимают первое место и проходят в четвертьфинал, где занимают второе (проходное) место, уступив только команде «Триод и Диод» из города Смоленска. В июле девушки впервые приезжают на фестиваль «Голосящий КиВиН» в Юрмале и выигрывают свою первую награду в большом КВНе — малого КиВиНа в светлом (приз за пятое место). Осенью команда играет в полуфинале Высшей лиги и вновь встречается с «Триодами», а также с командами «Парапапарам» (финалисты предыдущего сезона и обладатели КиВиНа в золотом на юрмальском фестивале) и опытной Сборной Казахстана. Как и в четвертьфинальной игре, «Раисы» и смоляне занимают два проходных места, причём на этот раз иркутянкам удаётся не только обыграть «Триодов» и занять первое место, но и набрать максимальное количество баллов за игру. Попадание «Раис» в финал — всего лишь второй случай в истории Высшей лиги участия женской команды в главной игре сезона (первой была команда «25-я» два года ранее). В финале «Раисы» заняли последнее место, но поскольку две команды разделили между собой второе место, иркутянкам достались бронзовые медали сезона.
Пропустив три сезона, «Раисы» вернулись в Высшую лигу в 2017 году, и смогли вновь попасть в финал после неудачной попытки в сезоне 2013, а также выиграть большого КиВиНа в тёмном на музыкальном фестивале «Голосящий КиВиН». На сочинском фестивале «КиВиН 2018» команда заявила о своём решении не уходить из игры, и была приглашена в Высшую лигу на четвёртый сезон. На этот раз иркутянки вновь выиграли большого КиВиНа в тёмном и дошли до финала, где проиграли команде «Вятка» 0,2 балла, но всё равно были признаны чемпионами сезона решением жюри и председателя Константина Эрнста. Это был не первый случай когда жюри объявляет о двойном чемпионстве в финале, однако на этот раз это впервые было сделано несмотря на то, что оценки за последний конкурс (в котором «Раисы» проиграли 0,2 балла «Вятке») были уже выставлены и объявлены. Таким образом, «Раисы» стали чемпионами хоть и не были объявлены победителями финала.
После окончания игр в Высшей лиге, «Раисы» участвовали дважды в Суперкубках — в 2019-м и 2020 годах. 
Победитель Встречи выпускников КВН 2022 — команда «Раисы» (Иркутск). Соперниками были  «Русская дорога» (Армавир) и «Сборная Снежногорска» (Мурманск).
В начале 2024 года «Раисы» (Иркутск) финалисты шоу «Звёзды».
Летом 2024 года команда выиграла кубок КВН в рамках фестиваля искусств «Славянский базар». Соперниками были чемпионы Высшей лиги «Доктор Хаусс» и «Триод и Диод», а также двукратные вице-чемпионы «вышки» «Ровеньки». 

## Состав
- Вера Гасаранова
- Елена Хохоненко (капитан)
- Анна Беклемишева
- Анастасия Перцева
- Ирина Халтанова
- Любовь Гребенщикова
- Анастасия Жукова
- Любовь Астраханцева
- Валерия Гресько
- Валентина Тимощук
- Егор Быргазов

### Бывшие участницы
- Ксения Корнева (играла за команду в сезоне 2013, с 2015 года выступает в составе шоу «Уральские пельмени»)
- Тамара Семёнова (выступала за команду в двух первых играх сезона 2017)
- Наталья Гришина
- Александра Чубыкина (капитан команды до попадания в Высшую лигу)

Художественным руководителем команды был Станислав Агафонов («Агафон»). Станислав скончался 3 января 2024 года.